# Sheaffer
Ne doit pas être confondu avec Sheaf.

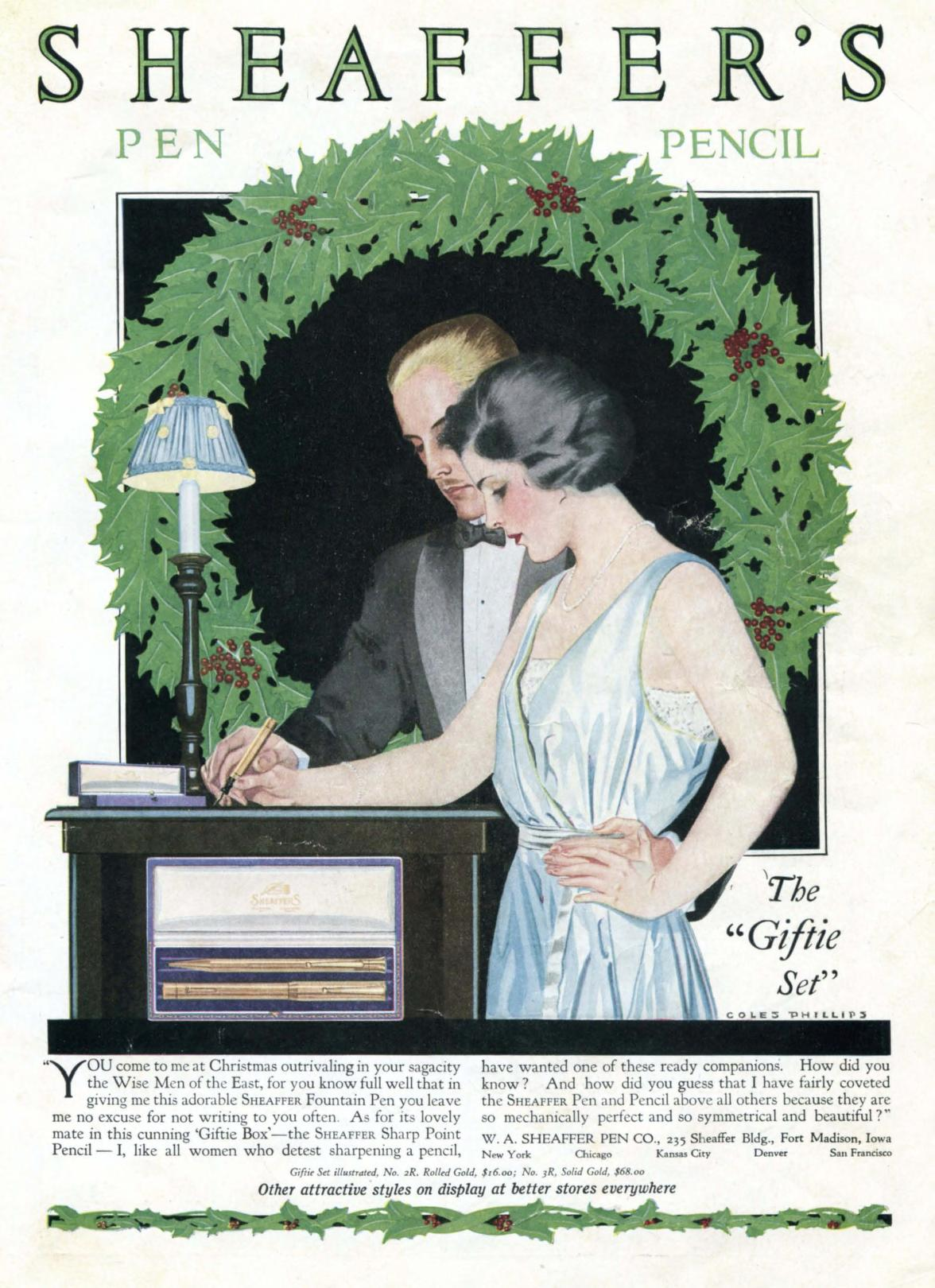
Publicité pour les stylos Sheaffer en 1921

La société Sheaffer fut durant de nombreuses années leader sur le marché du stylo et notamment du stylo-plume.

## Histoire
À la suite de l'invention du premier stylo plume par Waterman en 1884, d'autres inventeurs vont travailler à améliorer ce produit.
Début 1900, A. Sheaffer, alors bijoutier à Fort Madison vendait des bijoux, des montres et de temps en temps quelques stylos. À l'époque, ceux-ci sont munis d'un réservoir se remplissant par un système de bague amovible compressant un tuyau en caoutchouc. Walter Sheaffer eut l'idée de remplacer cet accessoire inesthétique par un levier que l'on rabattait dans le corps du stylo, ce qui le rendait presque invisible. Et surtout, on ne risquait plus de faire couler l'encre en appuyant par mégarde sur le caoutchouc. Le brevet fut déposé en 1912, et la société Sheaffer créée en 1913.
En 1945, James F. Byrnes alors secrétaire d’État américain utilise un stylo Sheaffer pour signer le document constitutif de l'Organisation des Nations unies.
Rentré au sein du groupe Bic en 1997, Sheaffer est vendu en août 2014 à A. T. Cross Company pour 15 millions de dollars.
En août 2022, l'entièreté des marques, licences et produits sont acquis par la société indienne William Penn, dont le siège social est situé à Bangalore,.